# Atherigona maliensis
Atherigona maliensis är en tvåvingeart som beskrevs av Dike 1987. Atherigona maliensis ingår i släktet Atherigona och familjen husflugor.
Artens utbredningsområde är Mali. Inga underarter finns listade i Catalogue of Life.